# Wettersteinspitzen
Il Wettersteinspitzen è una montagna costituita da cime del massiccio del Wetterstein.

## Geografia
Site nei Monti del Wetterstein, le cime sono le propaggini più orientali della cresta principale del Wetterstein, che si estende a est dal rifugio Meilerhütte verso Mittenwald . Sono formate dall'Alta Wettersteinspitze (nota anche come Großer Wetterstein) (2 298 m Kreuzgipfel, vetta principale 2 305 m) a ovest e dall'Inferiore Wettersteinspitze (nota anche come Gemskopf) (2 151 m) a est. Il confine tra Germania e Austria corre attraverso queste due cime.

## Alpinismo
Da Mittenwald, il sentiero conduce all'Obere Wettersteinspitze, passando per i laghi Lautersee e Ferchensee. A ovest del Ferchensee, inizia il sentiero 875, che si dirige a sud-ovest verso la sella Gemsanger. Alcuni tratti rocciosi sono assicurati con funi metalliche. Da lì, il sentiero segnalato (Rock I) conduce alla vetta.